# Neoseiulella eiko
Neoseiulella eiko är en spindeldjursart som beskrevs av Thomas Walter 1997. Neoseiulella eiko ingår i släktet Neoseiulella och familjen Phytoseiidae. Inga underarter finns listade i Catalogue of Life.